# پو چن
پو چن (انگلیسی: Pou Chen) شرکت الکترونیک تایوانی است، که در سال ۱۹۶۹ تأسیس شد.